# Passerina amoena
El colorín aliblanco, azulillo lapislázuli o colorín pecho canela (Passerina amoena) es una especie de ave paseriforme de la familia Cardinalidae que habita en Norteamérica.
El macho es fácilmente reconocible por su cabeza y espalda color azul brillante (más claro que su pariente cercano, el colorín azul, Passerina cyanea), las barras conspicuas de las alas, su pecho color amarillo óxido y el vientre blanco. El patrón de coloración puede parecer similar al del azulejo gorjicanelo (Sialia sialis) y del azulejo gorjiazul (Sialia mexicana), pero el tamaño menor (13-14 cm), las barras de las alas y el pico corto y cónico, similar al de un gorrión, son características distintivas. La hembra es parda, más grisácea arriba y pálida en las partes ventrales; se distingue de la hembra del colorín azul por la presencia de dos barras delgadas y blanquecinas; parecida a un gorrión pero sin barras en la espalda.
El canto es un gorjeo alto, rápido y estridente, similar al del colorín azul, pero más largo y con menos repeticiones.
Anida principalmente al oeste del meridiano 100, desde el sur de Canadá hasta el norte de Texas, centro de Nuevo México y Arizona, y sur de California, en los Estados Unidos, y extremo noroccidental de la península de Baja California, en México. En invierno migra al sureste de Arizona y a México, llegando hasta los estados del centro y sur de este país (Guerrero, Veracruz, Puebla). Es muy abundante en el oeste de México durante el invierno. Su hábitat son áreas de arbustos y en ocasiones pastizales abundantes en semillas, generalmente bien provistos de humedad. También puede habitar en poblados.
Estas aves se alimentan principalmente de insectos y semillas. Pueden alimentarse de manera vistosa en el suelo o en los arbustos, pero los machos en época de celo son huidizos y se encuentran en las copas de los árboles.
Fabrican un nido poco compacto a partir de hojas de pasto. Ponen tres o cuatro huevos de color azul pálido. En las zonas oriental y sureña se hibrida con el colorín azul.